# 南辛庄街道
南辛庄街道，是中华人民共和国山東省济南市槐荫区下辖的一个乡镇级行政单位。

## 行政区划
南辛庄街道下辖以下地区：
欣园社区、南辛北街社区、南辛苑社区、济微路社区和南辛东路社区。